# Once Caldas
Once Caldas S.A., officiellt Corporación Deportiva Once Caldas, är ett colombianskt fotbollslag från Manizales, grundat 17 mars 1959. De spelar för närvarande i Categoría Primera A. De spelar sina hemmamatcher på Palogrande-stadion.
De var överraskande vinnare av Copa Libertadores 2004, mest på grund av Juan Carlos Henaos och Jhon Viáfaras insatser.